# Phantom Planet
Phantom Planet es una banda de rock de Los Ángeles, California, Estados Unidos. Son mejor conocidos por sencillo "California" que se convirtió en la canción que abría la famosa serie de Fox The O.C.
Al comienzo la banda estaba conformada por Jason Schwartzman (baterista), Jacques Brautbar (guitarrista), Alex Greenwald (cantante principal) y Sam Farrar (bajista).
El 25 de noviembre de 2008, la banda anunció en su página web que se iba a realizar una "pausa y que no tocaría en ningún show más en vivo o hacer nuevos discos por tiempo indefinido".
A pesar de dichas declaraciones, los miembros de la banda han dicho que el grupo no iba a separarse.

## Historia

### Primeros años (1994-1998)
Phantom Planet es el nombre de la canción tema de una película de 1961 llamada The Phantom Planet y los miembros de la banda se decidieron por ese nombre en 1994. 
Tuvieron su primer concierto en 1994 en el Troubadour en Hollywood, California, pero la mayoría de sus amigos no pudieron asistir porque estaban todavía en la escuela secundaria. 
Phantom Planet lanzó su álbum debut, titulado Phantom Planet is Missing en 1998, un disco de estilo pop con influencias que van desde los Beach Boys a Electric Light Orchestra, sin embargo, el álbum no tuvo mucho éxito.

### The Guest (2002-2003)
El álbum de estudio The Guest fue producido luego del éxito de la canción California, que se convirtió en el tema principal de la serie de televisión Fox, The OC, en agosto de 2003, continuando el estilo pop de su disco anterior. El video musical fue presentado en MTV2 a mediados de 2002. La canción Lonely Day también fue utilizada en la serie Smallville y apareció en la banda sonora de Laguna Beach.

### Phantom Planet (2004)
La banda produjo en 2004 su tercer álbum de estudio homónimo y marcó un cambio en el sonido tanto de la banda y en la alineación. 
El sonido pop y de rock alternativo del grupo se trasladó hacia un sonido de garage rock. El cantante Alex Greenwald dijo que quiere la banda siga cambiando su estilo de sonido. "Me encanta la música rock 'n' roll ", dijo Greenwald. "Me gustaba especialmente bandas como The Beatles, que cambiaron con cada sencillo que han hecho. Ese ha sido nuestro plan desde el comienzo. Queremos que nuestros discos sean como experimentos. Queremos divertirnos con la música. La gente puede oír cuando uno no se está divirtiendo. Descubren cuando estás aburrido y te estas aburriendo. "
En medio de la grabación del álbum, el miembro fundador y baterista Jason Schwartzman abruptamente dejó la banda para centrarse en su carrera como actor. Posteriormente fue reemplazado por Jeff Conrad, quien ayudó a grabar el resto del álbum. El álbum Phantom Planet tuvo críticas mixtas por parte de los críticos. Poco después del lanzamiento del álbum, el guitarrista Jacques Brautbar dejó la banda para seguir una carrera en la fotografía.

### Raise the Dead y última gira (2007-2008)
Al poco de comenzar la grabación expiró el contrato con la discográfica Epic Records, por lo que tuvieron que buscar una nueva compañía discográfica. Poco después firmaron con Fueled by Ramen. 
El 20 de enero de 2008, Phantom Planet publicaron en su página de Myspace que el álbum estaría acabado el 24 de enero y que la fecha oficial de salida sería el 15 de abril de 2008. Fueled By Ramen anunciaron que el primer sencillo sería una nueva versión de "Do The Panic". La siguiente canción fue "Leader", sobre la metafórica experiencia de Alex en una secta. Para la grabación definitiva, Phantom Planet se acompañaron de niños del colegio Kenter Canyon Elementary School para cantar el estribillo.
Más tarde anunciaron que su último concierto sería el 12 de diciembre en The Troubadour en Los Ángeles. El grupo actuó en el mismo lugar por primera vez en 1994.

## Pausa indefinida
El 25 de noviembre de 2008 la banda anuncio en su página oficial que iban a hacer una "interrupción" y dejarían de tocar en vivo o lanzar nuevos discos, de manera indefinida. Tocaron su último show el 12 de diciembre de 2008 en Los Ángeles. Durante este show, Alex mencionó numerosas veces que la banda, estaba haciendo una pausa, no separándose.
El guitarrista Darren Robinson escribió este mensaje en su Myspace oficial diciéndole a los fanes que no se habían separado: "NO nos hemos separado. Estamos en una pausa indefinida. Esto significa que no sabemos cuando nos reagruparemos.Pero no nos separamos. Les juro que no es una forma educada de decir que rompimos. Lo entienden?"

## Discografía

### Álbumes de estudio
- Phantom Planet Is Missing (1998) (Geffen Records)
- The Guest (2002) (Epic Records)
- Negatives (2003)
- Negatives 2
- Phantom Planet (2004) (Epic Records)
- Limited Edition Tour EP (2007) (Fueled by Ramen)
- Raise the Dead (2008) (Fueled by Ramen)
- Devastator (2020)

### Sencillos
- So I Fall Again (1998)
- Hey Now Girl (2001)
- California (2002)
- Always on my mind (2003)
- Big Brat (2004)
- California (2005) (segunda realización)
- Our House (2005) - The Chumscrubber: Original Motion Picture Score
- Do the Panic (2008)
- Only One (2020)

## Miembros
- Alex Greenwald — cantante principal, guitarra, teclado.
- Sam Farrar — bajo, voces secundarias.
- Darren Robinson — guitarra, voces secundarias.
- Jeff Conrad — batería